# Достоевский и отцеубийство
«Достоевский и отцеубийство» (нем. Dostojewski und die Vatertötung) — статья Зигмунда Фрейда, написанная им в качестве предисловия к учебному изданию «Братьев Карамазовых» и изданная в 1928 году, где он рассматривает творчество Ф. М. Достоевского с точки зрения психоанализа.

## Содержание
В «богатой личности» Достоевского Фрейд выделяет четыре грани: художника, невротика, моралиста и грешника. Бесспорно признавая художественный талант великого писателя, Фрейд пишет, что «психоанализ вынужден сложить оружие перед проблемой писательского мастерства» и переходит к рассмотрению других его сторон.
Наиболее уязвимым Фрейд считает Достоевского-моралиста, так как его мораль заключается не в воздержании от искушения, а в постоянном совершении грехов и следующем за тем покаянии. «…такая сделка с совестью — типично русская черта» — заключает Фрейд. Исходом этой борьбы стало возвращение к «подчинению мирским и духовным авторитетам, к поклонению царю и христианскому Богу, к черствому русскому национализму».
Природа Достоевского как преступника раскрывается в персонажах его произведений, многие черты которых, считает Фрейд, являются отражением внутреннего мира писателя.
Но больше всего Фрейда интересует Достоевский как невротик, и именно этому вопросу он посвящает большую часть своей статьи. При анализе Фрейд не раз оговаривается, что об истоках невроза Достоевского можно лишь строить предположения, так как для однозначного заключения недостаточно данных.
Важное место в анализе Фрейда занимает тот факт, что Достоевский страдал приступами эпилепсии. Фрейд считает эпилепсию Достоевского проявлением невроза и относит её к разряду аффективных, то есть являющихся следствием психического расстройства, а не вызванных болезнью мозга (органических). Каким же именно образом невроз вызывал эпилептические припадки? Чтобы ответить на этот вопрос, Фрейд обращается к схеме Эдипова комплекса. Он предполагает, что истоки невроза Достоевского находятся в его детстве, когда он страдал тоже своего рода невротическими припадками, проявлявшимися как «состояние, совершенно сходное с настоящей смертью». Тогда эти припадки были проявлением чувства вины из-за подсознательного желания убить отца и занять его место в семейной иерархии. Отождествеление себя с отцом было своеобразным наказанием: ребёнок оказывался на месте того, кому желал смерти и таким образом тоже умирал. Эти детские припадки усилились и переросли в эпилепсию после смерти отца Достоевского, так как подсознательное преступное желание осуществилось, услилив тем самым чувство вины и тяжесть наказания. «Если верно, что в Сибири Достоевский не был подвержен припадкам, то это только подтверждает, что его припадки и были его карой. Он более в них не нуждался, поскольку был наказан иным способом».
Свой анализ психического состояния Достоевского Фрейд иллюстрирует примерами из «Братьев Карамазовых». Не случайно, пишет Фрейд, этот роман наряду с «Царем Эдипом» Софокла и «Гамлетом» Шекспира разрабатывает тему отцеубийства. Наиболее полно это тема раскрыта в «Эдипе», где главный герой сам убивает отца: даже тот факт, что он сделал это по незнанию, не облегчает мук его совести, так как это убийство стало осуществлением его бессознательного желания. В трагедии Шекспира преступление совершает другой человек, однако вопреки логике главный герой не мстит ему за убийство своего отца: он оказывается парализован чувством собственной вины, ведь он тоже желал отцу смерти. В романе Достоевского убийство также совершает другой человек, который тем не менее тоже является сыном убитого. Нюанс состоит в том, что в данном случае не важно, кто именно осуществил убийство: равно виновными с точки зрения психологии оказываются все братья, желавшие смерти отцу.
Ещё один факт биографии Достоевского, который привлекает особое внимание Фрейда, это его страсть к азартным играм. Здесь Достоевский следует схеме, описанной Фрейдом в самом начале статьи: он совершает грех, проигрывает все деньги, влезает в долги, затем кается в своем преступлении и обещает жене (и себе), что в следующий раз сумеет удержаться, но в результате снова срывается и опять проигрывает. Фрейд трактует этот замкнутый круг греха и покаяния как очередное самонаказание. «Чувство вины, как это нередко бывает у невротиков, нашло конкретную замену в виде бремени долгов», — пишет Фрейд.
Свою статью Фрейд заканчивает анализом новеллы Стефана Цвейга «Двадцать четыре часа из жизни женщины», в которой раскрывается тема увлечения азартными играми. Вкратце пересказывая содержание новеллы, Фрейд отмечает, что «ее создание вдохновляется одним желанием-фантазией периода половой зрелости», а именно желанием матери самой ввести сына в половую жизнь, предотвратив тем самым его увлечение онанизмом. В новелле метафорой онанизма является игра, пишет Фрейд, а в случае с Достоевским страсть к игре оказывается «повторением тяги к онанизму».

## Критика
Психоаналитическая интерпретация творчества Достоевского, данная Фрейдом, подвергается разнообразной критике. Так, Ранкур-Лаферьер ставит под сомнение постулат о том, что припадки Достоевского носили психосоматический характер, и приводит свидетельства того, что писатель страдал от лобной эпилепсии. С ним соглашается А. С. Кошечко и добавляет, что отдельные припадки могли иметь истерическую природу, например тот, что случился с ним после получения известия о смерти отца.
Исследовательница Владив-Гловер пишет, что цель Фрейда — не анализ «Братьев Карамазовых», а описание болезни Достоевского и выявление связи между этой болезнью и его произведениями. Она утверждает, что эта работа не проливает нового света на жизнь и творчество писателя, так как свои выводы Фрейд основывает не на точных фактах, а на домыслах и мифах. Однако она отмечает, что эта работа может быть отправной точкой при анализе «Братьев Карамазовых». Самым важным выводом, который может стать ключом к пониманию романа Достоевского, она называет утверждение Фрейда о том, что с точки зрения психологии виновным оказывается не только тот, кто физически совершил убийство, но и все, кто в душе приветствовал это преступление.